# Tenedos figaro
Tenedos figaro är en spindelart som beskrevs av Rudy Jocqué och Léon Baert 2002. Tenedos figaro ingår i släktet Tenedos och familjen Zodariidae.
Artens utbredningsområde är Ecuador. Inga underarter finns listade i Catalogue of Life.